# Кароліна (Пясечинський повіт)
Кароліна (пол. Karolina) — село в Польщі, у гміні Ґура-Кальварія Пясечинського повіту Мазовецького воєводства.
Населення — 248 осіб (2011).
У 1975-1998 роках село належало до Варшавського воєводства.

## Демографія
Демографічна структура станом на 31 березня 2011 року:
|          | Загалом | Допрацездатний вік | Працездатний вік | Постпрацездатний вік |
| -------- | ------- | ------------------ | ---------------- | -------------------- |
| Чоловіки | 130     | 32                 | 87               | 11                   |
| Жінки    | 118     | 23                 | 74               | 21                   |
| Разом    | 248     | 55                 | 161              | 32                   |